# 練馬区の町名
本項練馬区の町名（ねりまくのちょうめい）では、東京都練馬区に存在する、または過去に存在した町名を一覧化するとともに、明治時代初期以来の区内の町名の変遷について説明する。

## 練馬区の前史と行政区画の移り変わり

### 明治維新以後
東京都練馬区は、昭和22年（1947年）8月1日、従前の板橋区の一部が分区して成立した。以下、明治時代初期から練馬区成立までの行政区画の変遷について略述する。
現在の練馬区の区域は、かつては武蔵国豊島郡及び新座郡（にいくらぐん）に属し、近世末には以下の15村が存在した。
豊島郡
上練馬村、下練馬村、中村、中新井村、土支田村、上石神井村（かみしゃくじいむら）、下石神井村、関村、谷原村（やはらむら）、田中村、田中新田、竹下新田、江古田新田
新座郡
小榑村（こぐれむら）、橋戸村
明治維新以降、これらの村は武蔵知県事の支配を経て、明治2年1月〜2月（1869年2月〜3月）には大部分が小菅県、一部が大宮県（県庁は日本橋馬喰町）・品川県に編入された。上掲の村のうち豊島郡の12村（江古田新田を除く）は、明治2年1月、小菅県に編入されたが、数週間後の同年2月には品川県に編入された。一方、江古田新田は、明治2年1月、大宮県に所属。同県は同年9月県庁が浦和に置かれ浦和県に改称した。
明治4年7月（1871年8月）、前述のとおり廃藩置県が実施された。同年11月（1872年1月）、従来の東京府、品川県、小菅県が廃止されて、新しい東京府が設置され、豊島郡のうち浦和県管轄だった部分も東京府に編入されることとなった。以上により、江古田新田を含む13村は東京府の所属となった。廃藩置県に際し、府内は6大区・97小区に分けられた（いわゆる大区小区制）。明治7年（1874年）3月、区割りが見直され、あらためて11大区・103小区が設置された。上述の13村のうち、江古田新田は第9大区第4小区、その他は第8大区第7・8小区に属した。
新座郡の小榑村と橋戸村（現在の練馬区大泉地区）は、明治2年2月、品川県に編入されたが、廃藩置県後は東京府ではなく入間県に編入された。入間県は明治4年11月（1871年12月）、旧川越県に旧品川県の一部を併せて成立した。明治5年（1872年）、入間県においても大区小区制が行われて、上記2村は第2大区第7小区に所属。明治6年（1873年）6月には入間県が当時の群馬県と合併して熊谷県となった。さらに明治9年（1876年）8月には入間県が再度分割され、旧入間県域は埼玉県の一部となった。こうして小榑村と橋戸村は、明治24年（1891年）までは埼玉県に属していた。
その後、郡区町村編制法の施行に伴い、大区小区制は廃止され、明治11年（1878年）11月2日、東京府下に15区6郡（荏原、南豊島、北豊島、東多摩、南足立、南葛飾）が置かれた。後に練馬区となる区域（大泉地区除く）は、このうちの北豊島郡に属し、小榑村と橋戸村（現在の大泉地区）は埼玉県新座郡のうちとなった。

### 市制・町村制施行以後
明治22年（1889年）、市制・町村制が施行され、東京市（15区からなる）が成立、東京府下の6郡は、既存の町村が整理統合されて85町村となった。85町村のうち北豊島郡に属していたのは19町村で、このうち上板橋村の一部と、下練馬村、上練馬村、中新井村、石神井村が現在の練馬区域にあたる。これら各村と、整理統合前の旧村との対応関係は以下のとおりである。
- 上板橋村（一部） - 江古田新田、旧上板橋村（字小竹）
- 下練馬村 - 下練馬村
- 上練馬村 - 上練馬村、下土支田村
- 中新井村 - 中村、中新井村
- 石神井村 - 上石神井村、下石神井村、関村、上土支田村、谷原村、田中村、田中新田、竹下新田

このうち、上土支田村・下土支田村は、もとの土支田村が明治2年頃に上・下に分かれて成立した。田中新田は田中村の北方に離れて位置する新田で、田中村と同一村と見なされる場合もあった。下練馬村は昭和3年（1928年）に町制施行して練馬町となった。
小榑村と橋戸村は明治22年に合併して埼玉県新座郡榑橋村（くれはしむら）となったが、この村名は2年間しか続かなかった。明治24年（1891年）、榑橋村は石神井村上土支田および埼玉県新座郡新倉村長久保を編入。同時に東京府の所属となり、東京府北豊島郡大泉村と改称した。
昭和7年（1932年）10月1日、東京市は周辺の5郡（荏原、北豊島、豊多摩、南足立、南葛飾）に属する82町村を編入し、いわゆる大東京市が成立した。なお、従前の6郡のうち、南豊島郡と東多摩郡が明治29年（1896年）に合併して豊多摩郡となっている。編入された82町村は20区に編成され、東京市は既存の15区と合わせ、35区から構成されることとなった。この時、北豊島郡板橋町、上板橋村、志村、赤塚村、練馬町、上練馬村、中新井村、石神井村、大泉村の2町7村の区域をもって板橋区（後の練馬区の区域を含む）が新設された。
昭和18年（1943年）7月1日、東京府と東京市が廃止されて、新たに東京都が設置された。この時、板橋区を含む35区は東京都直轄の区となった。昭和22年（1947年）3月15日、35区は22区に再編される。この時点では板橋区の区域には変更はなかったが、5か月後の同年8月1日、旧練馬町・上練馬村・中新井村・石神井村・大泉村の全部、旧板橋町の一部に該当する区域が練馬区として分区した。

## 旧町名
明治22年の市制町村制施行時、旧村の大幅な廃置分合（合併）が実施されたが、旧村名はそのまま合併後の村の大字名に引き継がれる例が多かった。ただし、竹下新田は隣の関村の一部とみなされ、大字関乙となった。昭和7年の板橋区（当時）成立時には大字田中が石神井南田中町と石神井北田中町（旧田中新田）に分かれ、旧小榑・橋戸・上土支田が東・西・南・北大泉町と大泉学園町に変更されるなどの変化があった。
以下は、明治22年（1889年）以前の旧村名、明治24年（1891年）の大泉村成立時の大字名、昭和7年（1932年）の板橋区（当時）成立時の町名の対照表である。
| 旧町村名（1889年以前） | 大字名（1891年現在）         | 板橋区の町名（1932年現在）                                             | 備考                          |
| ---------------------- | ---------------------------- | ---------------------------------------------------------------------- | ----------------------------- |
| 上練馬村               | 上練馬村上練馬               | 練馬貫井町、練馬向山町、練馬春日町1・2、練馬高松町1・2、練馬田柄町1・2 |                               |
| 下土支田村             | 上練馬村下土支田             | 練馬土支田町1・2                                                       | 練馬土支田町1丁目は旭町に改称 |
| 下練馬村               | 下練馬村（大字なし）         | 練馬北町1〜3、練馬仲町1〜6、練馬南町1〜5                               |                               |
| 中村                   | 中新井村中                   | 中村町                                                                 |                               |
| 中新井村               | 中新井村中新井               | 中新井町1〜4                                                           | 現・豊玉各町                  |
| 上石神井村             | 石神井村上石神井             | 上石神井1・2                                                           |                               |
| 下石神井村             | 石神井村下石神井             | 下石神井1・2                                                           |                               |
| 関村                   | 石神井村関甲                 | 石神井関町2、石神井立野町、上石神井2                                   |                               |
| 谷原村                 | 石神井村谷原                 | 石神井谷原町1・2                                                       |                               |
| 田中村                 | 石神井村田中                 | 石神井南田中町                                                         |                               |
| 田中新田               | 石神井村田中                 | 石神井北田中町                                                         |                               |
| 竹下新田               | 石神井村関乙                 | 石神井関町1・3                                                         |                               |
| 上板橋村（字小竹）     | 上板橋村上板橋（字小竹）     | 小竹町                                                                 |                               |
| 江古田新田             | 上板橋村江古田新田           | 江古田町                                                               | 現・旭丘                      |
| 小榑村                 | 大泉村上小榑・中小榑・下小榑 | 南大泉町・西大泉町・大泉学園町                                         |                               |
| 橋戸村                 | 大泉村橋戸                   | 北大泉町                                                               |                               |
| 上土支田村             | 大泉村上土支田               | 東大泉町                                                               |                               |

練馬区では、1963年から順次区内の住居表示が実施され、1990年までにほぼ全域の住居表示実施が完了した（埼玉県新座市内にある区の飛地の西大泉町を除く）。なお、豊玉地区、中村地区など、区の南西部では住居表示法施行以前から町名地番整理が進められている。
以下は、住居表示実施以前の、1960年現在の町名と現行町名の対照表である。
※住居表示が1月1日に施行されている場合は、その前年を旧町名の廃止年とした。
| 町名（1960年現在） | 町成立直前の旧地名         | 町の成立年 | 町の廃止年                     | 現町名                                                                 | 備考                           |
| ------------------ | -------------------------- | ---------- | ------------------------------ | ---------------------------------------------------------------------- | ------------------------------ |
| 小竹町             | 上板橋村上板橋の一部       | 1932       | 1960                           | 小竹町1・2                                                             |                                |
| 江古田町           | 上板橋村江古田新田         | 1932       | 1960                           | 旭丘1・2                                                               |                                |
| 豊玉上一・二丁目   | 板橋区中新井町1〜4丁目     | 1941       | 現存                           | 豊玉上1・2                                                             |                                |
| 豊玉北一〜六丁目   | 1940板橋区中新井町1〜4丁目 | 1940       | 現存                           | 豊玉北1〜6                                                             |                                |
| 豊玉中一〜四丁目   | 板橋区中新井町1〜4丁目     | 1941       | 現存                           | 豊玉中1〜4                                                             |                                |
| 豊玉南一〜三丁目   | 板橋区中新井町1〜4丁目     | 1941       | 現存                           | 豊玉南1〜3                                                             |                                |
| 中村北一〜四丁目   | 板橋区中村町1〜3丁目       | 1940       | 現存                           | 中村北1〜4                                                             |                                |
| 中村一〜三丁目     | 板橋区中村町1〜3丁目       | 1940       | 現存                           | 中村1〜3                                                               |                                |
| 中村南一〜三丁目   | 板橋区中村町1〜3丁目       | 1940       | 現存                           | 中村南1〜3                                                             |                                |
| 北町一〜三丁目     | 練馬町                     | 1932       | 1966年住居表示完了、町名は存続 | 北町1〜8、錦1（北側3分の1）・2（過半）、平和台1・2（両丁北端の一部）   | 1949年まで「練馬」を冠称       |
| 仲町一〜六丁目     | 練馬町                     | 1932       | 1965                           | 錦1・2、早宮1〜4、氷川台1〜4、平和台1〜4                               | 1949年まで「練馬」を冠称       |
| 南町一〜五丁目     | 練馬町                     | 1932       | 1963                           | 羽沢1・3、桜台1〜6、練馬1〜4                                           | 1949年まで「練馬」を冠称       |
| 田柄町一・二丁目   | 上練馬村上練馬             | 1932       | 1969                           | 田柄1〜5、光が丘1〜7（一部）                                           | 1949年まで「練馬」を冠称       |
| 春日町一・二丁目   | 上練馬村上練馬             | 1932       | 1967住居表示完了、町名は存続   | 春日町1〜6、早宮4、田柄3                                               | 1949年まで「練馬」を冠称       |
| 向山町             | 上練馬村上練馬             | 1932       | 1965                           | 向山1〜4                                                               | 1949年まで「練馬」を冠称       |
| 貫井町             | 1932上練馬村上練馬         | 1932       | 1965                           | 向山1・4、貫井1〜5                                                     | 1949年まで「練馬」を冠称       |
| 高松町一・二丁目   | 1932上練馬村上練馬         | 1932       | 1975                           | 高松1〜6、貫井4・5、土支田1、谷原3・4、光が丘1〜7（一部）              | 1949年まで「練馬」を冠称       |
| 旭町               | 練馬区土支田1丁目          | 1949       | 1968年住居表示完了、町名は存続 | 旭町1〜3、田柄4、土支田1、高松4、光が丘1〜7（一部）                    |                                |
| 土支田町           | 1932上練馬村下土支田       | 1932       | 1975                           | 谷原4〜6、三原台2、土支田1〜4                                          | 1949年まで「練馬」を冠称       |
| 谷原町一・二丁目   | 石神井村谷原               | 1932       | 1965                           | 富士見台1〜4、谷原1〜6、高野台1〜5、石神井町1                          | 1949年まで「練馬」を冠称       |
| 南田中町           | 石神井村田中               | 1932       | 1973                           | 富士見台2、南田中1〜5                                                  | 1949年まで「石神井」を冠称     |
| 下石神井一・二丁目 | 石神井村下石神井           | 1932       | 1984年住居表示完了、町名は存続 | 下石神井1〜6、石神井町1〜8、南田中1、高野台3、上石神井南町、上石神井2  |                                |
| 上石神井一・二丁目 | 石神井村上石神井           | 1932       | 1984年住居表示完了、町名は存続 | 石神井台1〜8、上石神井1〜4、上石神井南町、関町北5、関町南1・2、東大泉5 |                                |
| 関町一〜六丁目     | 石神井村関                 | 1932       | 1985                           | 関町北1〜5、関町南1〜4、関町東1・2、立野町、上石神井南町、上石神井1    | 1949年まで「石神井」を冠称     |
| 立野町             | 石神井村上石神井・関       | 1932       | 1984年住居表示完了、町名は存続 | 立野町、関町南3                                                        | 1949年まで「石神井」を冠称     |
| 北大泉町           | 大泉村橋戸                 | 1932       | 1982                           | 大泉町1〜6、大泉学園町                                                 |                                |
| 東大泉町           | 大泉村上土支田             | 1932       | 1982                           | 東大泉1〜7、大泉町2、大泉学園町2                                       |                                |
| 南大泉町           | 大泉村上小榑               | 1932       | 1986                           | 南大泉1〜6                                                             |                                |
| 西大泉町           | 大泉村中小榑               | 1932       | 飛地区域のみ存続               | 西大泉1〜6、大泉学園町、南大泉6                                        | 飛地以外は1986年に住居表示完了 |
| 大泉学園町         | 大泉村下小榑               | 1932       | 1982年住居表示完了、町名は存続 | 大泉学園町1〜9、大泉町3・4、西大泉3                                    |                                |

## 現行行政地名
練馬区では大泉地区のごく一部を除き、住居表示の実施が完了している。以下は住居表示実施後の町名と、当該住居表示実施直前の旧町名の一覧である。旧町名の後に「（全）」と注記したもの以外は当該旧町域の一部である。
| 町名         | 町名の読み     | 町区域新設年月日 | 住居表示実施年月日 | 住居表示実施前の町名等     | 備考                                                         |
| ------------ | -------------- | ---------------- | ------------------ | -------------------------- | ------------------------------------------------------------ |
| 旭丘一丁目   | あさひがおか   |                  | 1987年1月1日       | 旭丘1・2                   | 町名の成立は1960年、直前は江古田町、小竹町                   |
| 旭丘二丁目   | あさひがおか   |                  | 1987年1月1日       | 旭丘1・2                   | 町名の成立は1960年、直前は江古田町、小竹町                   |
| 向山一丁目   | こうやま       |                  | 1965年4月1日       | 向山町、中村北2・3、貫井町 |                                                              |
| 向山二丁目   | こうやま       |                  | 1965年4月1日       | 向山町、中村北2・3、貫井町 |                                                              |
| 向山三丁目   | こうやま       |                  | 1965年4月1日       | 向山町、中村北2・3、貫井町 |                                                              |
| 向山四丁目   | こうやま       |                  | 1965年4月1日       | 向山町、中村北2・3、貫井町 |                                                              |
| 小竹町一丁目 | こたけちょう   |                  | 1987年1月1日       | 小竹町1・2（全）           | 町名の成立は1960年、直前は小竹町                             |
| 小竹町二丁目 | こたけちょう   |                  | 1987年1月1日       | 小竹町1・2（全）           | 町名の成立は1960年、直前は小竹町                             |
| 栄町         | さかえちょう   |                  | 1987年1月1日       | 栄町（全）                 | 町名の成立は1962年、直前は南町一丁目                         |
| 桜台一丁目   | さくらだい     |                  | 1987年11月1日      | 桜台1〜3（全）             | 1962年                                                       |
| 桜台二丁目   | さくらだい     |                  | 1987年11月1日      | 桜台1〜3（全）             | 1962年                                                       |
| 桜台三丁目   | さくらだい     |                  | 1987年11月1日      | 桜台1〜3（全）             | 1962年                                                       |
| 桜台四丁目   | さくらだい     |                  | 1963年2月1日       | 南町3（全）、南町4         | 直前は南町二丁目                                             |
| 桜台五丁目   | さくらだい     |                  | 1963年2月1日       | 南町3（全）、南町4         | 直前は南町二丁目                                             |
| 桜台六丁目   | さくらだい     |                  | 1963年2月1日       | 南町3（全）、南町4         | 直前は南町二丁目                                             |
| 豊玉上一丁目 | とよたまかみ   |                  | 1990年1月1日       | 豊玉上1〜4（全）           | 町名の成立は1941年（当時は板橋区）、直前は板橋区中新井町1〜4 |
| 豊玉上二丁目 | とよたまかみ   |                  | 1990年1月1日       | 豊玉上1〜4（全）           | 町名の成立は1941年（当時は板橋区）、直前は板橋区中新井町1〜4 |
| 豊玉北一丁目 | とよたまきた   |                  | 1990年1月1日       | 豊玉北1〜6（全）           | 町名の成立は1940年（当時は板橋区）、直前は板橋区中新井町1〜4 |
| 豊玉北二丁目 | とよたまきた   |                  | 1990年1月1日       | 豊玉北1〜6（全）           | 町名の成立は1940年（当時は板橋区）、直前は板橋区中新井町1    |
| 豊玉北三丁目 | とよたまきた   |                  | 1990年1月1日       | 豊玉北1〜6（全）           | 町名の成立は1940年（当時は板橋区）、直前は板橋区中新井町1〜4 |
| 豊玉北四丁目 | とよたまきた   |                  | 1990年1月1日       | 豊玉北1〜6（全）           | 町名の成立は1940年（当時は板橋区）、直前は板橋区中新井町1〜4 |
| 豊玉北五丁目 | とよたまきた   |                  | 1990年1月1日       | 豊玉北1〜6（全）           | 町名の成立は1940年（当時は板橋区）、直前は板橋区中新井町1〜4 |
| 豊玉北六丁目 | とよたまきた   |                  | 1990年1月1日       | 豊玉北1〜6（全）           | 町名の成立は1940年（当時は板橋区）、直前は板橋区中新井町1〜4 |
| 豊玉中一丁目 | とよたまなか   |                  | 1989年1月1日       | 豊玉中1〜4（全）           | 町名の成立は1941年（当時は板橋区）、直前は板橋区中新井町1〜4 |
| 豊玉中二丁目 | とよたまなか   |                  | 1989年1月1日       | 豊玉中1〜4（全）           | 町名の成立は1941年（当時は板橋区）、直前は板橋区中新井町1〜4 |
| 豊玉中三丁目 | とよたまなか   |                  | 1989年1月1日       | 豊玉中1〜4（全）           | 町名の成立は1941年（当時は板橋区）、直前は板橋区中新井町1〜4 |
| 豊玉中四丁目 | とよたまなか   |                  | 1989年1月1日       | 豊玉中1〜4（全）           | 町名の成立は1941年（当時は板橋区）、直前は板橋区中新井町1〜4 |
| 豊玉南一丁目 | とよたまみなみ |                  | 1989年1月1日       | 豊玉南1〜3（全）           | 町名の成立は1941年（当時は板橋区）、直前は板橋区中新井町1〜4 |
| 豊玉南二丁目 | とよたまみなみ |                  | 1989年1月1日       | 豊玉南1〜3（全）           | 町名の成立は1941年（当時は板橋区）、直前は板橋区中新井町1〜4 |
| 豊玉南三丁目 | とよたまみなみ |                  | 1989年1月1日       | 豊玉南1〜3（全）           | 町名の成立は1941年（当時は板橋区）、直前は板橋区中新井町1〜4 |
| 中村一丁目   | なかむら       |                  | 1972年9月1日       | 中村1〜3（全）             | 町名の成立は1940年（当時は板橋区）、直前は板橋区中村町1〜3   |
| 中村二丁目   | なかむら       |                  | 1972年9月1日       | 中村1〜3（全）             | 町名の成立は1940年（当時は板橋区）、直前は板橋区中村町1〜3   |
| 中村三丁目   | なかむら       |                  | 1972年9月1日       | 中村1〜3（全）             | 町名の成立は1940年（当時は板橋区）、直前は板橋区中村町1〜3   |
| 中村北一丁目 | なかむらきた   |                  | 1972年9月1日       | 中村北1（全）、中村北2〜4  | 町名の成立は1940年（当時は板橋区）、直前は板橋区中村町1〜3   |
| 中村北二丁目 | なかむらきた   |                  | 1972年9月1日       | 中村北1（全）、中村北2〜4  | 町名の成立は1940年（当時は板橋区）、直前は板橋区中村町1〜3   |
| 中村北三丁目 | なかむらきた   |                  | 1972年9月1日       | 中村北1（全）、中村北2〜4  | 町名の成立は1940年（当時は板橋区）、直前は板橋区中村町1〜3   |
| 中村北四丁目 | なかむらきた   |                  | 1972年9月1日       | 中村北1（全）、中村北2〜4  | 町名の成立は1940年（当時は板橋区）、直前は板橋区中村町1〜3   |
| 中村南一丁目 | なかむらみなみ |                  | 1972年9月1日       | 中村南1〜3                 | 町名の成立は1940年（当時は板橋区）、直前は板橋区中村町1〜3   |
| 中村南二丁目 | なかむらみなみ |                  | 1972年9月1日       | 中村南1〜3                 | 町名の成立は1940年（当時は板橋区）、直前は板橋区中村町1〜3   |
| 中村南三丁目 | なかむらみなみ |                  | 1972年9月1日       | 中村南1〜3                 | 町名の成立は1940年（当時は板橋区）、直前は板橋区中村町1〜3   |
| 練馬一丁目   | ねりま         |                  | 1963年2月1日       | 南町5（全）、南町3・4      |                                                              |
| 練馬二丁目   | ねりま         |                  | 1963年2月1日       | 南町5（全）、南町3・4      |                                                              |
| 練馬三丁目   | ねりま         |                  | 1963年2月1日       | 南町5（全）、南町3・4      |                                                              |
| 練馬四丁目   | ねりま         |                  | 1963年2月1日       | 南町5（全）、南町3・4      |                                                              |
| 羽沢一丁目   | はざわ         |                  | 1987年1月1日       | 羽沢1〜3（全）             | 町名の成立は1962年、直前は南町一丁目                         |
| 羽沢二丁目   | はざわ         |                  | 1987年1月1日       | 羽沢1〜3（全）             | 町名の成立は1962年、直前は南町一丁目                         |
| 羽沢三丁目   | はざわ         |                  | 1987年1月1日       | 羽沢1〜3（全）             | 町名の成立は1962年、直前は南町一丁目                         |

| 町名         | 町名の読み   | 町区域新設年月日 | 住居表示実施年月日 | 住居表示実施前の町名等            | 備考                                         |
| ------------ | ------------ | ---------------- | ------------------ | --------------------------------- | -------------------------------------------- |
| 早宮一丁目   | はやみや     |                  | 1965.7.1           | 仲町4・6（全）、仲町3・5、春日町1 |                                              |
| 早宮二丁目   | はやみや     |                  | 1965.7.1           | 仲町4・6（全）、仲町3・5、春日町1 |                                              |
| 早宮三丁目   | はやみや     |                  | 1965.7.1           | 仲町4・6（全）、仲町3・5、春日町1 |                                              |
| 早宮四丁目   | はやみや     |                  | 1965.7.1           | 仲町4・6（全）、仲町3・5、春日町1 |                                              |
| 春日町一丁目 | かすがちょう |                  | 1967.1.1           | 春日町1・2                        |                                              |
| 春日町二丁目 | かすがちょう |                  | 1967.1.1           | 春日町1・2                        |                                              |
| 春日町三丁目 | かすがちょう |                  | 1967.1.1           | 春日町1・2                        |                                              |
| 春日町四丁目 | かすがちょう |                  | 1967.1.1           | 春日町1・2                        |                                              |
| 春日町五丁目 | かすがちょう |                  | 1967.1.1           | 春日町1・2                        |                                              |
| 春日町六丁目 | かすがちょう |                  | 1967.1.1           | 春日町1・2                        |                                              |
| 北町一丁目   | きたまち     |                  | 1966.6.1           | 北町1〜3                          |                                              |
| 北町二丁目   | きたまち     |                  | 1966.6.1           | 北町1〜3                          |                                              |
| 北町三丁目   | きたまち     |                  | 1966.6.1           | 北町1〜3                          |                                              |
| 北町四丁目   | きたまち     |                  | 1966.6.1           | 北町1〜3                          |                                              |
| 北町五丁目   | きたまち     |                  | 1966.6.1           | 北町1〜3                          |                                              |
| 北町六丁目   | きたまち     |                  | 1966.6.1           | 北町1〜3                          |                                              |
| 北町七丁目   | きたまち     |                  | 1966.6.1           | 北町1〜3                          |                                              |
| 北町八丁目   | きたまち     |                  | 1966.6.1           | 北町1〜3                          |                                              |
| 田柄一丁目   | たがら       |                  | 1967.10.1          | 田柄町1・2、旭町、春日町1         | 1983年3月1日、光が丘の一部を田柄二丁目に編入 |
| 田柄二丁目   | たがら       |                  | 1967.10.1          | 田柄町1・2、旭町、春日町1         | 1983年3月1日、光が丘の一部を田柄二丁目に編入 |
| 田柄三丁目   | たがら       |                  | 1967.10.1          | 田柄町1・2、旭町、春日町1         | 1983年3月1日、光が丘の一部を田柄二丁目に編入 |
| 田柄四丁目   | たがら       |                  | 1967.10.1          | 田柄町1・2、旭町、春日町1         | 1983年3月1日、光が丘の一部を田柄二丁目に編入 |
| 田柄五丁目   | たがら       |                  | 1967.10.1          | 田柄町1・2、旭町、春日町1         | 1983年3月1日、光が丘の一部を田柄二丁目に編入 |
| 平和台一丁目 | へいわだい   |                  | 1965.7.1           | 仲町2・3・5                       |                                              |
| 平和台二丁目 | へいわだい   |                  | 1965.7.1           | 仲町2・3・5                       |                                              |
| 平和台三丁目 | へいわだい   |                  | 1965.7.1           | 仲町2・3・5                       |                                              |
| 平和台四丁目 | へいわだい   |                  | 1965.7.1           | 仲町2・3・5                       |                                              |
| 氷川台一丁目 | ひかわだい   |                  | 1965.7.1           | 仲町1〜3                          |                                              |
| 氷川台二丁目 | ひかわだい   |                  | 1965.7.1           | 仲町1〜3                          |                                              |
| 氷川台三丁目 | ひかわだい   |                  | 1965.7.1           | 仲町1〜3                          |                                              |
| 氷川台四丁目 | ひかわだい   |                  | 1965.7.1           | 仲町1〜3                          |                                              |
| 錦一丁目     | にしき       |                  | 1965.7.1           | 北町1、仲町1・2                   |                                              |
| 錦二丁目     | にしき       |                  | 1965.7.1           | 北町1、仲町1・2                   |                                              |

| 町名           | 町名の読み   | 町区域新設年月日 | 住居表示実施年月日 | 住居表示実施前の町名等                      | 備考                                                                                     |
| -------------- | ------------ | ---------------- | ------------------ | ------------------------------------------- | ---------------------------------------------------------------------------------------- |
| 光が丘一丁目   | ひかりがおか |                  | 1983.3.1           | 光が丘                                      | 前身町名の光が丘（丁目なし）1969年9月1日住居表示実施、直前は田柄町1・2、旭町、高松町1・2 |
| 光が丘二丁目   | ひかりがおか |                  | 1983.3.1           | 光が丘                                      | 前身町名の光が丘（丁目なし）1969年9月1日住居表示実施、直前は田柄町1・2、旭町、高松町1・2 |
| 光が丘三丁目   | ひかりがおか |                  | 1983.3.1           | 光が丘                                      | 前身町名の光が丘（丁目なし）1969年9月1日住居表示実施、直前は田柄町1・2、旭町、高松町1・2 |
| 光が丘四丁目   | ひかりがおか |                  | 1983.3.1           | 光が丘                                      | 前身町名の光が丘（丁目なし）1969年9月1日住居表示実施、直前は田柄町1・2、旭町、高松町1・2 |
| 光が丘五丁目   | ひかりがおか |                  | 1983.3.1           | 光が丘                                      | 前身町名の光が丘（丁目なし）1969年9月1日住居表示実施、直前は田柄町1・2、旭町、高松町1・2 |
| 光が丘六丁目   | ひかりがおか |                  | 1983.3.1           | 光が丘                                      | 前身町名の光が丘（丁目なし）1969年9月1日住居表示実施、直前は田柄町1・2、旭町、高松町1・2 |
| 光が丘七丁目   | ひかりがおか |                  | 1983.3.1           | 光が丘                                      | 前身町名の光が丘（丁目なし）1969年9月1日住居表示実施、直前は田柄町1・2、旭町、高松町1・2 |
| 旭町一丁目     | あさひちょう |                  | 1968年10月1日      | 旭町、高松町2                               | 1983年3月1日、光が丘の一部を旭町一・二丁目に編入                                         |
| 旭町二丁目     | あさひちょう |                  | 1968年10月1日      | 旭町、高松町2                               | 1983年3月1日、光が丘の一部を旭町一・二丁目に編入                                         |
| 旭町三丁目     | あさひちょう |                  | 1968年10月1日      | 旭町、高松町2                               | 1983年3月1日、光が丘の一部を旭町一・二丁目に編入                                         |
| 土支田一丁目   | どしだ       |                  | 1975.1.1           | 土支田町、東大泉町、北大泉町、高松町2、旭町 |                                                                                          |
| 土支田二丁目   | どしだ       |                  | 1975.1.1           | 土支田町、東大泉町、北大泉町、高松町2、旭町 |                                                                                          |
| 土支田三丁目   | どしだ       |                  | 1975.1.1           | 土支田町、東大泉町、北大泉町、高松町2、旭町 |                                                                                          |
| 土支田四丁目   | どしだ       |                  | 1975.1.1           | 土支田町、東大泉町、北大泉町、高松町2、旭町 |                                                                                          |
| 高松一丁目     | たかまつ     |                  | 1969.9.1           | 高松町1・2、土支田町、旭町                  | 1983年3月1日、光が丘の一部を高松五丁目に編入                                             |
| 高松二丁目     | たかまつ     |                  | 1969.9.1           | 高松町1・2、土支田町、旭町                  | 1983年3月1日、光が丘の一部を高松五丁目に編入                                             |
| 高松三丁目     | たかまつ     |                  | 1969.9.1           | 高松町1・2、土支田町、旭町                  | 1983年3月1日、光が丘の一部を高松五丁目に編入                                             |
| 高松四丁目     | たかまつ     |                  | 1969.9.1           | 高松町1・2、土支田町、旭町                  | 1983年3月1日、光が丘の一部を高松五丁目に編入                                             |
| 高松五丁目     | たかまつ     |                  | 1969.9.1           | 高松町1・2、土支田町、旭町                  | 1983年3月1日、光が丘の一部を高松五丁目に編入                                             |
| 高松六丁目     | たかまつ     |                  | 1969.9.1           | 高松町1・2、土支田町、旭町                  | 1983年3月1日、光が丘の一部を高松五丁目に編入                                             |
| 谷原一丁目     | やはら       |                  | 1965.4.1           | 谷原町2、北田中町、土支田町、高松町2        |                                                                                          |
| 谷原二丁目     | やはら       |                  | 1965.4.1           | 谷原町2、北田中町、土支田町、高松町2        |                                                                                          |
| 谷原三丁目     | やはら       |                  | 1965.4.1           | 谷原町2、北田中町、土支田町、高松町2        |                                                                                          |
| 谷原四丁目     | やはら       |                  | 1965.4.1           | 谷原町2、北田中町、土支田町、高松町2        |                                                                                          |
| 谷原五丁目     | やはら       |                  | 1965.4.1           | 谷原町2、北田中町、土支田町、高松町2        |                                                                                          |
| 谷原六丁目     | やはら       |                  | 1965.4.1           | 谷原町2、北田中町、土支田町、高松町2        |                                                                                          |
| 三原台一丁目   | みはらだい   |                  | 1971.8.1           | 北田中町、東大泉町、土支田町                |                                                                                          |
| 三原台二丁目   | みはらだい   |                  | 1971.8.1           | 北田中町、東大泉町、土支田町                |                                                                                          |
| 三原台三丁目   | みはらだい   |                  | 1971.8.1           | 北田中町、東大泉町、土支田町                |                                                                                          |
| 貫井一丁目     | ぬくい       |                  | 1965.1.1           | 貫井町、高松町1、谷原町1、中村北3・4        |                                                                                          |
| 貫井二丁目     | ぬくい       |                  | 1965.1.1           | 貫井町、高松町1、谷原町1、中村北3・4        |                                                                                          |
| 貫井三丁目     | ぬくい       |                  | 1965.1.1           | 貫井町、高松町1、谷原町1、中村北3・4        |                                                                                          |
| 貫井四丁目     | ぬくい       |                  | 1965.1.1           | 貫井町、高松町1、谷原町1、中村北3・4        |                                                                                          |
| 貫井五丁目     | ぬくい       |                  | 1965.1.1           | 貫井町、高松町1、谷原町1、中村北3・4        |                                                                                          |
| 富士見台一丁目 | ふじみだい   |                  | 1964.11.1          | 谷原町1・2、南田中町                        |                                                                                          |
| 富士見台二丁目 | ふじみだい   |                  | 1964.11.1          | 谷原町1・2、南田中町                        |                                                                                          |
| 富士見台三丁目 | ふじみだい   |                  | 1964.11.1          | 谷原町1・2、南田中町                        |                                                                                          |
| 富士見台四丁目 | ふじみだい   |                  | 1964.11.1          | 谷原町1・2、南田中                          |                                                                                          |
| 高野台一丁目   | たかのだい   |                  | 1965.4.1           | 谷原町2、南田中町、下石神井2                |                                                                                          |
| 高野台二丁目   | たかのだい   |                  | 1965.4.1           | 谷原町2、南田中町、下石神井2                |                                                                                          |
| 高野台三丁目   | たかのだい   |                  | 1965.4.1           | 谷原町2、南田中町、下石神井2                |                                                                                          |
| 高野台四丁目   | たかのだい   |                  | 1965.4.1           | 谷原町2、南田中町、下石神井2                |                                                                                          |
| 高野台五丁目   | たかのだい   |                  | 1965.4.1           | 谷原町2、南田中町、下石神井2                |                                                                                          |
| 南田中一丁目   | みなみたなか |                  | 1973.8.1           | 南田中町、下石神井1                         |                                                                                          |
| 南田中二丁目   | みなみたなか |                  | 1973.8.1           | 南田中町、下石神井1                         |                                                                                          |
| 南田中三丁目   | みなみたなか |                  | 1973.8.1           | 南田中町、下石神井1                         |                                                                                          |
| 南田中四丁目   | みなみたなか |                  | 1973.8.1           | 南田中町、下石神井1                         |                                                                                          |
| 南田中五丁目   | みなみたなか |                  | 1973.8.1           | 南田中町、下石神井1                         |                                                                                          |

| 町名           | 町名の読み                  | 町区域新設年月日 | 住居表示実施年月日 | 住居表示実施前の町名等                          | 備考 |
| -------------- | --------------------------- | ---------------- | ------------------ | ----------------------------------------------- | ---- |
| 上石神井一丁目 | かみしゃくじい              |                  | 1985.6.1           | 上石神井1・2、下石神井1、関町1・2               |      |
| 上石神井二丁目 | かみしゃくじい              |                  | 1985.6.1           | 上石神井1・2、下石神井1、関町1・2               |      |
| 上石神井三丁目 | かみしゃくじい              |                  | 1985.6.1           | 上石神井1・2、下石神井1、関町1・2               |      |
| 上石神井四丁目 | かみしゃくじい              |                  | 1985.6.1           | 上石神井1・2、下石神井1、関町1・2               |      |
| 上石神井南町   | かみしゃくじい みなみちょう |                  | 1984.6.1           | 下石神井1、上石神井1、関町1                     |      |
| 下石神井一丁目 | しもしゃくじい              |                  | 1973.8.1           | 下石神井1、南田中町                             |      |
| 下石神井二丁目 | しもしゃくじい              |                  | 1973.8.1           | 下石神井1、南田中町                             |      |
| 下石神井三丁目 | しもしゃくじい              |                  | 1973.8.1           | 下石神井1、南田中町                             |      |
| 下石神井四丁目 | しもしゃくじい              |                  | 1973.8.1           | 下石神井1、南田中町                             |      |
| 下石神井五丁目 | しもしゃくじい              |                  | 1973.8.1           | 下石神井1、南田中町                             |      |
| 下石神井六丁目 | しもしゃくじい              |                  | 1973.8.1           | 下石神井1、南田中町                             |      |
| 石神井台一丁目 | しゃくじいだい              |                  | 1970.7.1           | 上石神井2、下石神井2、南大泉町                  |      |
| 石神井台二丁目 | しゃくじいだい              |                  | 1970.7.1           | 上石神井2、下石神井2、南大泉町                  |      |
| 石神井台三丁目 | しゃくじいだい              |                  | 1970.7.1           | 上石神井2、下石神井2、南大泉町                  |      |
| 石神井台四丁目 | しゃくじいだい              |                  | 1970.7.1           | 上石神井2、下石神井2、南大泉町                  |      |
| 石神井台五丁目 | しゃくじいだい              |                  | 1970.7.1           | 上石神井2、下石神井2、南大泉町                  |      |
| 石神井台六丁目 | しゃくじいだい              |                  | 1970.7.1           | 上石神井2、下石神井2、南大泉町                  |      |
| 石神井台七丁目 | しゃくじいだい              |                  | 1970.7.1           | 上石神井2、下石神井2、南大泉町                  |      |
| 石神井台八丁目 | しゃくじいだい              |                  | 1970.7.1           | 上石神井2、下石神井2、南大泉町                  |      |
| 石神井町一丁目 | しゃくじいまち              |                  | 1970.1.1           | 下石神井2、上石神井2、南田中町、谷原2、東大泉町 |      |
| 石神井町二丁目 | しゃくじいまち              |                  | 1970.1.1           | 下石神井2、上石神井2、南田中町、谷原2、東大泉町 |      |
| 石神井町三丁目 | しゃくじいまち              |                  | 1970.1.1           | 下石神井2、上石神井2、南田中町、谷原2、東大泉町 |      |
| 石神井町四丁目 | しゃくじいまち              |                  | 1970.1.1           | 下石神井2、上石神井2、南田中町、谷原2、東大泉町 |      |
| 石神井町五丁目 | しゃくじいまち              |                  | 1970.1.1           | 下石神井2、上石神井2、南田中町、谷原2、東大泉町 |      |
| 石神井町六丁目 | しゃくじいまち              |                  | 1970.1.1           | 下石神井2、上石神井2、南田中町、谷原2、東大泉町 |      |
| 石神井町七丁目 | しゃくじいまち              |                  | 1970.1.1           | 下石神井2、上石神井2、南田中町、谷原2、東大泉町 |      |
| 石神井町八丁目 | しゃくじいまち              |                  | 1970.1.1           | 下石神井2、上石神井2、南田中町、谷原2、東大泉町 |      |

| 町名             | 町名の読み                | 町区域新設年月日 | 住居表示実施年月日 | 住居表示実施前の町名等         | 備考                           |
| ---------------- | ------------------------- | ---------------- | ------------------ | ------------------------------ | ------------------------------ |
| 大泉学園町一丁目 | おおいずみ がくえんちょう |                  | 1982.12.1          | 大泉学園町、北大泉町、西大泉町 |                                |
| 大泉学園町二丁目 | おおいずみ がくえんちょう |                  | 1982.12.1          | 大泉学園町、北大泉町、西大泉町 |                                |
| 大泉学園町三丁目 | おおいずみ がくえんちょう |                  | 1982.12.1          | 大泉学園町、北大泉町、西大泉町 |                                |
| 大泉学園町四丁目 | おおいずみ がくえんちょう |                  | 1982.12.1          | 大泉学園町、北大泉町、西大泉町 |                                |
| 大泉学園町五丁目 | おおいずみ がくえんちょう |                  | 1982.12.1          | 大泉学園町、北大泉町、西大泉町 |                                |
| 大泉学園町六丁目 | おおいずみ がくえんちょう |                  | 1982.12.1          | 大泉学園町、北大泉町、西大泉町 |                                |
| 大泉学園町七丁目 | おおいずみ がくえんちょう |                  | 1982.12.1          | 大泉学園町、北大泉町、西大泉町 |                                |
| 大泉学園町八丁目 | おおいずみ がくえんちょう |                  | 1982.12.1          | 大泉学園町、北大泉町、西大泉町 |                                |
| 大泉学園町九丁目 | おおいずみ がくえんちょう |                  | 1982.12.1          | 大泉学園町、北大泉町、西大泉町 |                                |
| 大泉町一丁目     | おおいずみまち            |                  | 1980.1.1           | 北大泉町、大泉学園町           |                                |
| 大泉町二丁目     | おおいずみまち            |                  | 1980.1.1           | 北大泉町、大泉学園町           |                                |
| 大泉町三丁目     | おおいずみまち            |                  | 1980.1.1           | 北大泉町、大泉学園町           |                                |
| 大泉町四丁目     | おおいずみまち            |                  | 1982.12.1          | 北大泉町、大泉学園町           |                                |
| 大泉町五丁目     | おおいずみまち            |                  | 1980.1.1           | 北大泉町、大泉学園町           |                                |
| 大泉町六丁目     | おおいずみまち            |                  | 1980.1.1           | 北大泉町、大泉学園町           |                                |
| 西大泉一丁目     | にしおおいずみ            |                  | 1981.8.1           | 西大泉町、東大泉町、大泉学園町 |                                |
| 西大泉二丁目     | にしおおいずみ            |                  | 1981.8.1           | 西大泉町、東大泉町、大泉学園町 |                                |
| 西大泉三丁目     | にしおおいずみ            |                  | 1981.8.1           | 西大泉町、東大泉町、大泉学園町 |                                |
| 西大泉四丁目     | にしおおいずみ            |                  | 1981.8.1           | 西大泉町、東大泉町、大泉学園町 |                                |
| 西大泉五丁目     | にしおおいずみ            |                  | 1981.8.1           | 西大泉町、東大泉町、大泉学園町 |                                |
| 西大泉六丁目     | にしおおいずみ            |                  | 1981.8.1           | 西大泉町、東大泉町、大泉学園町 |                                |
| 西大泉町         | にしおおいずみまち        |                  | 未実施             |                                | 埼玉県新座市にある練馬区の飛地 |
| 東大泉一丁目     | ひがしおおいずみ          |                  | 1980.8.1           | 東大泉町、北大泉町、上石神井2  |                                |
| 東大泉二丁目     | ひがしおおいずみ          |                  | 1980.8.1           | 東大泉町、北大泉町、上石神井2  |                                |
| 東大泉三丁目     | ひがしおおいずみ          |                  | 1980.8.1           | 東大泉町、北大泉町、上石神井2  |                                |
| 東大泉四丁目     | ひがしおおいずみ          |                  | 1980.8.1           | 東大泉町、北大泉町、上石神井2  |                                |
| 東大泉五丁目     | ひがしおおいずみ          |                  | 1980.8.1           | 東大泉町、北大泉町、上石神井2  |                                |
| 東大泉六丁目     | ひがしおおいずみ          |                  | 1980.8.1           | 東大泉町、北大泉町、上石神井2  |                                |
| 東大泉七丁目     | ひがしおおいずみ          |                  | 1980.8.1           | 東大泉町、北大泉町、上石神井2  |                                |
| 南大泉一丁目     | みなみおおいずみ          |                  | 1981.8.1           | 南大泉町、西大泉町             |                                |
| 南大泉二丁目     | みなみおおいずみ          |                  | 1981.8.1           | 南大泉町、西大泉町             |                                |
| 南大泉三丁目     | みなみおおいずみ          |                  | 1981.8.1           | 南大泉町、西大泉町             |                                |
| 南大泉四丁目     | みなみおおいずみ          |                  | 1981.8.1           | 南大泉町、西大泉町             |                                |
| 南大泉五丁目     | みなみおおいずみ          |                  | 1981.8.1           | 南大泉町、西大泉町             |                                |
| 南大泉六丁目     | みなみおおいずみ          |                  | 1986.4.1           | 南大泉町、西大泉町             |                                |

| 町名         | 町名の読み     | 町区域新設年月日 | 住居表示実施年月日 | 住居表示実施前の町名等              | 備考 |
| ------------ | -------------- | ---------------- | ------------------ | ----------------------------------- | ---- |
| 関町北一丁目 | せきまちきた   |                  | 1978.1.1           | 関町5・6（全）、関町2〜4、上石神井2 |      |
| 関町北二丁目 | せきまちきた   |                  | 1978.1.1           | 関町5・6（全）、関町2〜4、上石神井2 |      |
| 関町北三丁目 | せきまちきた   |                  | 1978.1.1           | 関町5・6（全）、関町2〜4、上石神井2 |      |
| 関町北四丁目 | せきまちきた   |                  | 1978.1.1           | 関町5・6（全）、関町2〜4、上石神井2 |      |
| 関町北五丁目 | せきまちきた   |                  | 1978.1.1           | 関町5・6（全）、関町2〜4、上石神井2 |      |
| 関町東一丁目 | せきまちひがし |                  | 1985.6.1           | 関町2、上石神井1                    |      |
| 関町東二丁目 | せきまちひがし |                  | 1985.6.1           | 関町2、上石神井1                    |      |
| 関町南一丁目 | せきまちみなみ |                  | 1984.6.1           | 関町1・3・4、上石神井1、立野町      |      |
| 関町南二丁目 | せきまちみなみ |                  | 1984.6.1           | 関町1・3・4、上石神井1、立野町      |      |
| 関町南三丁目 | せきまちみなみ |                  | 1984.6.1           | 関町1・3・4、上石神井1、立野町      |      |
| 関町南四丁目 | せきまちみなみ |                  | 1984.6.1           | 関町1・3・4、上石神井1、立野町      |      |
| 立野町       | たてのちょう   |                  | 1984.6.1           | 立野町、関町4                       |      |